# 汤梦妮
汤梦妮（TANG Mengni，1994年4月8日—），中国女子花样游泳運動員。

## 簡歷
2014年9月，汤梦妮與隊友參加韓國仁川舉行的2014年亞洲運動會韻律泳比賽，在集体项目及自由組合項目奪得兩面金牌。
2015年7至8月，汤梦妮與隊友出戰俄羅斯喀山舉辦的世界游泳錦標賽韻律泳比賽，先後在集體技術自選、集體自由自選及自由組合項目，奪得三面銀牌。